# The New Village on the Left
The New Village On The Left è il secondo album del jazzista Marcello Melis pubblicato nel 1977. Tuttavia i canti sardi del Gruppo Rubanu erano stati registrati ad Orgosolo, Sardegna nel luglio del 1974, mentre il quartetto jazz aveva registrato al Downtown Music Studios di New York nel maggio 1976. Nel disco si era sperimentata la fusione fra il cantu a tenore e le improvvisazioni jazzistiche.
Oltre alle composizioni musicali free jazz nel disco sono presenti alcuni brani di canto a tenore il primo nella traccia Annex A eseguito da Nicolò Rubanu, Third House è eseguito da Roswell Rudd ed il Gruppo Rubanu. Sul lato 2  Annex B dove c'è uno scambio in rima fra Rubanu e Melis ognuno dei quali canta un'ottava in sardo, Rubanu sembrerebbe difendere il canto tradizionale e di contro Melis dichiara che anche se usa uno strumento musicale ed un linguaggio musicale diversi (il jazz) anche il suo è un canto sardo.

## Tracce
Tutte le composizioni sono di Marcello Melis, eccetto dove diversamente indicato.

### Lato 1
1. First House, 11:01
2. Annex A, 1:39 Poveru dai cannu ses naschidu, Testo di Nicolò Rubanu in nuorese, cantu a tenore Gruppo Rubanu
3. Third House, 4:47   cantu a tenore Gruppo Rubanu e trombone Roswell Rudd

### Lato 2
1. Second House, 6:18
2. Annex B, 2:38 Testo di Nicolò Rubanu in logudorese, cantu a tenore Gruppo Rubanu; testo di Marcello Melis in campidanese
3. Fourth House, 3:29
4. Fifth House, 7:40

## Musicisti
- Marcello Melis - contrabasso
- Enrico Rava - tromba
- Roswell Rudd - trombone
- Don Moye - batteria
- Quartetto vocale "su tenore" Gruppo Rubanu di Orgosolo